# Interfície aluminat de lantà-titanat d'estronci

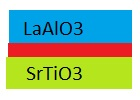
Interfície entre l'aluminat de lantà (LaAlO₃) i el titanat d'estronci (SrTiO₃).

La interfície entre l'aluminat de lantà (LaAlO₃) i el titanat d'estronci (SrTiO₃) és una interfície de materials notable perquè presenta propietats que no es troben en els seus materials constitutius. Individualment, LaAlO₃ i SrTiO₃ són aïllants no magnètics, però les interfícies LaAlO₃/SrTiO₃ poden presentar conductivitat elèctrica metàl·lica, superconductivitat, ferromagnetisme, gran magnetoresistència negativa en el pla, i fotoconductivitat gegant persistent. L'estudi de com sorgeixen aquestes propietats a la interfície LaAlO₃/SrTiO₃ és una àrea de recerca en creixement en física de la matèria condensada.
En les condicions adequades, la interfície LaAlO₃/SrTiO₃ és conductora elèctricament, com un metall. La dependència angular de les oscil·lacions de Shubnikov-de Haas indica que la conductivitat és bidimensional, el que porta molts investigadors a referir-s'hi com un gas d'electrons bidimensional (2DEG). Bidimensional no vol dir que la conductivitat tingui un gruix zero, sinó que els electrons es limiten a moure's només en dues direccions. De vegades també s'anomena líquid d'electrons bidimensionals (2DEL) per emfatitzar la importància de les interaccions interelectròniques.
No totes les interfícies LaAlO₃/SrTiO₃ són conductores. Normalment, la conductivitat només s'aconsegueix quan:
- La interfície LaAlO₃/SrTiO₃ es troba al llarg de la direcció cristal·logràfica 001,110 i 111.
- El LaAlO₃ i el SrTiO₃ són cristal·lins i epitaxials.
- El costat SrTiO₃ de la interfície està acabat amb TiO₂ (fa que el costat LaAlO₃ de la interfície estigui acabat amb LaO).
- La capa de LaAlO₃ té almenys 4 unitats de gruix.